# Sumner (Washington)
Sumner az Amerikai Egyesült Államok északnyugati részén, Washington állam Pierce megyéjében elhelyezkedő város. A 2010. évi népszámlálási adatok alapján 9451 lakosa van.
Az 1853-ban Stuck Junctionként alapított település 1891-ig a Franklin nevet viselte, azonban a posta a névegyezőség miatt változtatást kért. A névadó Charles Sumner abolicionista szenátor.
A tömegközlekedést a Sound Transit által üzemeltetett Sounder helyiérdekű vasút biztosítja. A városi könyvtár fenntartója a Pierce County Library System.
Sumner a Dillanos Coffee Roasters, a Pacific Northwest Baking Company és a Bellmont Cabinets székhelye.

## Éghajlat
A város éghajlata mediterrán (a Köppen-skála szerint Csb).
| Hónap                         | Jan.  | Feb.  | Már.  | Ápr. | Máj.  | Jún. | Júl. | Aug. | Szep. | Okt. | Nov.  | Dec.  | Év    |
| ----------------------------- | ----- | ----- | ----- | ---- | ----- | ---- | ---- | ---- | ----- | ---- | ----- | ----- | ----- |
| Rekord max. hőmérséklet (°C)  | 19,4  | 20,6  | 27,2  | 32,2 | 33,3  | 38,3 | 37,2 | 37,2 | 36,1  | 29,4 | 21,7  | 19,4  | 38,3  |
| Átlagos max. hőmérséklet (°C) | 8,3   | 10,6  | 12,8  | 16,1 | 19,4  | 22,2 | 25,6 | 25,6 | 22,8  | 16,7 | 11,1  | 7,8   | 16,6  |
| Átlagos min. hőmérséklet (°C) | 0,6   | 1,1   | 2,2   | 3,9  | 6,7   | 9,4  | 11,1 | 11,1 | 8,3   | 5,6  | 2,8   | 0,6   | 5,3   |
| Rekord min. hőmérséklet (°C)  | −19,4 | −17,2 | −17,2 | −6,1 | −10,0 | 0,6  | 2,8  | 0,6  | −2,2  | −6,7 | −18,0 | −18,0 | −19,4 |
| Átl. csapadékmennyiség (mm)   | 140   | 123   | 107   | 78   | 54    | 46   | 22   | 29   | 43    | 83   | 155   | 151   | 1031  |
| Forrás: The Weather Channel   |       |       |       |      |       |      |      |      |       |      |       |       |       |

## Népesség
A 2010-es népszámláláskor a városnak 9451 lakója, 3980 háztartása és 2454 családja volt. A népsűrűség 484,4 fő/km2. A lakóegységek száma 4279, sűrűségük 219,3 db/km2. A lakosok 87,3%-a fehér, 1,2%-a afroamerikai, 1%-a indián, 2,4%-a ázsiai, 0,4%-a a Csendes-óceáni szigetekről származik, 3,4%-a egyéb, 4,3%-a pedig kettő vagy több etnikumú. A spanyol vagy latino származásúak aránya 10,1% (   )
A háztartások 31,8%-ában élt 18 évnél fiatalabb. 40,8% házas, 14,7% egyedülálló nő, 6,2% egyedülálló férfi, 38,3% pedig nem család. 31,7% egyedül élt; 13,1%-uk 65 éves vagy idősebb. Egy háztartásban átlagosan 2,37 személy élt; a családok átlagmérete 2,97 fő.
A medián életkor 38,2 év volt. A város lakóinak 24,4%-a 18 évesnél fiatalabb, 8,1% 18 és 24 év közötti, 26,7%-uk 25 és 44 év közötti, 25,8%-uk 45 és 64 év közötti, 14,9%-uk pedig 65 éves vagy idősebb. A lakosok 48,2%-a férfi, 51,8%-a pedig nő.

## Nevezetes személyek
- Eddie Dew, színész és rendező[19]
- Kelly Joe Phelps, zenész[20]
- Wayne Northrop, színész[21]

## Fordítás
- Ez a szócikk részben vagy egészben  a   Sumner, Washington című angol Wikipédia-szócikk ezen változatának fordításán alapul.  Az eredeti cikk szerkesztőit annak laptörténete sorolja fel. Ez a jelzés csupán a megfogalmazás eredetét és a szerzői jogokat jelzi, nem szolgál a cikkben szereplő információk forrásmegjelöléseként.